# Aconitum falciforme
Aconitum falciforme är en ranunkelväxtart som beskrevs av Hand.-mazz.. Aconitum falciforme ingår i släktet stormhattar, och familjen ranunkelväxter. Inga underarter finns listade i Catalogue of Life.